# 甘露寺 (镇江)
镇江甘露寺，位于江苏镇江市京口区北固山山巅的一座佛教寺院，曾有宋代辛弃疾词《京口北固山怀古》、苏轼《甘露寺》著称。

## 简介
该寺建于东吴甘露元年（265年），相传建寺时甘露适降，所以得名。
相传是三国时蜀刘备在东吴招亲处，也有《甘露寺》一齣京剧。
甘露寺有一铁塔位于天王殿东北，是全国重点文物保护建筑。此塔为唐宝历元年（825年）卫公李德裕建，又称卫公塔，现存《重瘗禅众寺舍利题记》。北宋元丰元年（1078年）迁建于今址，后又屡毁屡建。原为七层，上部三层于十九世纪末倾倒，现存四层，其中基座以及下两层仍为宋代原物，第三第四层为明朝遗存。1960年，镇江文管会在修复甘露寺铁塔时，发现地宫及佛舍利。